# Utobium elegans
Utobium elegans är en skalbaggsart som först beskrevs av Horn 1894.  Utobium elegans ingår i släktet Utobium och familjen trägnagare. Inga underarter finns listade i Catalogue of Life.